# Tillandsia 'But'
Tillandsia 'But' es un  cultivar híbrido del género Tillandsia perteneciente a la familia  Bromeliaceae.
Es un híbrido creado en el año 1993  con las especies Tillandsia setacea × Tillandsia juncea.